# Cerkev San Francesco alle Scale
San Francesco alle Scale je cerkev v Anconi v osrednji Italiji.

## Zgodovina
Cerkev, ki stoji na vrhu stopnišča, ki vodi do istoimenskega trga, so leta 1323 ustanovili frančiškani in je bila prvotno posvečena Santa Maria Maggiore. Sedanje poimenovanje je dobila sredi 15. stoletja.
Leta 1454 je dalmatinski mojster Giorgio da Sebenico ali Juraj Dalmatinac izvedel portal, ki ga je navdihnil poznogotski Porta della Carta v doževi palači v Benetkah. V 18. stoletju je bila cerkev dvignjena in povečana po načrtu arhitekta Francesca Maria Ciaraffonija, ki je zgradil tudi dva prizidana samostana in dva samostana.
Po Napoleonovi okupaciji je bil kompleks uporabljen kot bolnišnica, od dvajsetih let dvajsetega stoletja pa kot Državni muzej. Cerkev je bila obnovljena in ponovno odprta leta 1953. Istočasno je bil obnovljen zvonik iz 18. stoletja, ki ga je leta 1944 uničilo zavezniško bombardiranje.

## Opis
Glavna značilnost fasade je portal, ki ga je zasnoval Giorgio da Sebenico z okrašenim okvirjem z dvajsetimi glavami in ob straneh z dvema visokima pilastroma s štirimi nišami s kipi svetnikov. Nad portalom je gotska luneta z reliefom sv. Frančiška, ki prejema stigme, nad njim pa školjka, ki podpira šesterokoten baldahin. Portal vodi do stopnišča, ki je bilo obnovljeno v 1920-ih.
Notranjost je enoladijska in je v slogu 18. stoletja. V njem so Kristusov krst Pellegrina Tibaldija, kreda Glory Gioacchina Varlèja, Angeli, ki nosijo Loretsko sveto hišo avtorja Andrea Lillio in velika oltarna slika Marijinega vnebovzetja Lorenza Lotta.

## Galerija
- Detajl portala
- Luneta na portalu
- Detajl